# Ókrug de Sochi
El ókrug de Sochi (del ruso: Сочинский округ) era una división administrativa de la gobernación del Mar Negro del Imperio ruso que estuvo vigente entre 1896 y 1920. Su centro administrativo era Sochi.
El ókrug se hallaba en el centro de la gubernia, entre las cumbres occidentales del Gran Cáucaso y el mar Negro. Al sureste limitaba con el ókrug de Sujumi de la gobernación de Kutaisi, al noroeste con el ókrug de Tuapsé y al este con el otdel de Maikop del óblast de Kubán. Tenía una superficie de 3 935 verstas² (13 519 km²). En el territorio del antiguo ókrug se halla ahora el ókrug urbano de la ciudad-balneario de Sochi del krai de Krasnodar.

## Historia
Fue fundado en 1896 como parte de la gobernación del Mar Negro en la mayor parte de la anterior Sochinskaya uchastka del ókrug del Mar Negro del óblast de Kubán. En 1904 le fue anexionado el territorio de la costa del mar Negro hasta Gagra. El 11 de mayo de 1920 la gobernación y todos sus ókrugs fueron disueltos y se crearon los volosts de Ádler y Lazárevskoye y Sochi del Ókrug del Mar Negro del óblast de Kubán-Mar Negro de la RSFS de Rusia y el volost de Sujumi de la República Democrática de Georgia.

## Demografía
Según datos del censo de 1897, contaba con 13 519 habitantes, de los cuales 1 352 vivían en Sochi.